# Ženskaja Liga Amerikanskogo Futbola 2021
La Ženskaja Liga Amerikanskogo Futbola 2021 (ufficialmente abbreviata in WLAF) è la 2ª edizione dell'omonimo torneo di football americano.

## Squadre partecipanti
| Club                       | Città           | Stadio | Sponsor ufficiale | Risultato nella stagione 2019 |
| -------------------------- | --------------- | ------ | ----------------- | ----------------------------- |
| Ekaterinburg Mad Wolves    | Ekaterinburg    |        |                   |                               |
| Moscow Dragonflies         | Mosca           |        |                   |                               |
| Moscow Unicorns            | Mosca           |        |                   |                               |
| Sankt Petersburg Valkyries | San Pietroburgo |        |                   |                               |
| Sechenov Phoenix           | Mosca           |        |                   |                               |

## Calendario

### 1ª giornata
| Mosca 10 luglio 2021, ore 15:30 | Sankt Petersburg Valkyries | 58 – 14 | Moscow Dragonflies | Stadion Burevestnik |

| Mosca 11 luglio 2021, ore 19:00 | Sechenov Phoenix | 0 – 8 | Moscow Unicorns | Stadion Burevestnik |

### 2ª giornata
| Mosca 31 luglio 2021, ore 15:00 | Ekaterinburg Mad Wolves | 6 – 40 | Moscow Dragonflies | Stadion Burevestnik |

| Mosca 31 luglio 2021, ore 19:00 | Sankt Petersburg Valkyries | 30 – 12 | Sechenov Phoenix | Stadion Burevestnik |

| Mosca 1º agosto 2021, ore 19:00 | Moscow Unicorns | 32 – 6 | Ekaterinburg Mad Wolves | Stadion Burevestnik |

### 3ª giornata
| Mosca 21 agosto 2021, ore 15:30 | Moscow Dragonflies | 18 – 6 | Sechenov Phoenix | Stadion Burevestnik |

| Mosca 22 agosto 2021, ore 19:00 | Moscow Unicorns | 28 – 16 | Sankt Petersburg Valkyries | Stadion Burevestnik |

### 4ª giornata
| Mosca 11 settembre 2021, ore 15:30 | Ekaterinburg Mad Wolves | 0 – 60 | Sankt Petersburg Valkyries | Stadion Burevestnik |

| Mosca 12 settembre 2021, ore 15:00 | Moscow Dragonflies | 6 – 36 | Moscow Unicorns | Stadion Burevestnik |

| Mosca 12 settembre 2021, ore 19:00 | Sechenov Phoenix | 38 – 0 | Ekaterinburg Mad Wolves | Stadion Burevestnik |

## Classifica
La classifica della regular season è la seguente:
- PCT = percentuale di vittorie, G = partite giocate, V = partite vinte,  P = partite perse, PF = punti fatti, PS = punti subiti

| Pos. | Squadra                    | PCT   | G | V | N | P | PF  | PS  |
| ---- | -------------------------- | ----- | - | - | - | - | --- | --- |
| 1    | Moscow Unicorns            | 1.000 | 4 | 4 | 0 | 0 | 104 | 28  |
| 2    | Sankt Petersburg Valkyries | .750  | 4 | 3 | 0 | 1 | 164 | 54  |
| 3    | Moscow Dragonflies         | .500  | 4 | 2 | 0 | 2 | 78  | 106 |
| 4    | Sechenov Phoenix           | .250  | 4 | 1 | 0 | 3 | 56  | 56  |
| 5    | Ekaterinburg Mad Wolves    | .000  | 4 | 0 | 0 | 4 | 12  | 170 |

## Verdetti
- Moscow Unicorns Campionesse della WLAF 2021